# イザベル・ド・ワーレン
第4代サリー女伯イザベル・ド・ワーレン（Isabel de Warenne, 1130年ごろ - 1203年）は、イングランド貴族の女性。第3代サリー伯ウィリアム・ド・ワーレンと、ポンチュー伯ギヨーム3世の娘アデルの間に生まれた一人娘で、女子相続人であった。

## 生涯
イザベルは、ノルマン人の初代サリー伯ウィリアムとフランドル出身の妻グンドレッドの曾孫であった。父である第3代サリー伯ウィリアムが1148年1月に聖地で死去すると、イザベルはサリー伯位を継承し、1153年頃にスティーブン王の次男であるブローニュ伯ギヨーム1世と結婚し、夫ギヨーム1世は妻の権利によりサリー伯となった。この結婚は無政府時代に行われ、スティーブン王はこの結婚を通してワーレン領を支配しようとした。二人の間には子供は生まれず、ウィリアムは1159年に亡くなった。
ヘンリー2世の弟ウィリアム・フィッツエンプレスは、1162年か1163年にイザベルに求婚したが、トマス・ベケットは二人が血縁関係にあることを理由に結婚の特免状の取得に対する支援を拒否した。1164年4月、イザベルはヘンリー2世の異母兄弟であるハメリンと結婚し、ハメリンはサリー伯となった。イザベルは1203年に亡くなった。

## 子女
イザベルと2度目の夫ハメリンとの間に生まれた子のうち4子が成人した。
- ウィリアム（1166年 - 1240年） - 第5代サリー伯[3]
- エラ（アデラ、1170年頃 - ?） - ロバート・ド・ニューバラと結婚、ウィリアム・フィッツウィリアム・オブ・スプロットボローと再婚[4]
- イザベル - 第5代ポンテフラクト男爵ロバート・ド・レイシーと結婚、ペヴェンジー領主ギルバート・ド・レーグルと再婚[4]
- マティルダ - ウー伯アンリ2世と結婚[5]、ヘンリー・ド・ストゥートヴィルと再婚[4]